# Lactobacillus fructivorans
Lactobacillus fructivorans è una specie di batterio appartenente alla famiglia delle Lactobacillaceae.